# 이탈리아 왕국 육군
이탈리아 왕국 육군(이탈리아어: Regio Esercito)은 이탈리아 왕국의 육군이다. 19세기 중엽 이탈리아는 하나의 국가로 통합되는 과정을 거쳤고, 1861년 이탈리아 왕국이 탄생한 이후 공식적인 군 편제가 되었다. 이탈리아 왕국 육군은 20세기 여러 분쟁을 겪었고, 제1차 세계 대전과 제2차 세계 대전에도 참여했다. 이후 이탈리아 왕국이 1946년 공화국이 되었을 때 이탈리아 왕국 육군 역시 이탈리아 육군으로 이름을 변경했다.
이탈리아 왕국 육군에는 알피니라 불리는 엘리트 산악부대가 있었다. 알피니느 세계에서 가장 오래된 산악부대로 원래 임무는 프랑스 및 오스트리아와 국경을 맞댄 이탈리아 북부의 산악 지역을 방위하는 것이었다. 알피니 부대는 제1차 세계 대전 당시 오스트리아-헝가리 제국에 맞서 싸웠고, 제2차 세계 대전에서는 동부 전선과 발칸반도 전역에서 임무를 수행했다.

## 같이 보기
- 이탈리아 육군
- 국가안보의용민병대